# Toteng, Ngamiland
För en ort i östra Botswana, se Toteng, North-East
Toteng är en ort (village) i distriktet North-West i norra Botswana. 